# آرامگاه چشمه ایوب
آرامگاه چشمه ایوب در نزدیکی آرامگاه اسماعیل سامانی در بخارا ازبکستان جای دارد. بر پایهٔ افسانه‌ای، ایوب از این مکان دیدن کرد و با کوبیدن عصا خود به زمین چشمه‌ای ساخت.
آب این چاه هنوز پاک است و شفابخش شمرده می‌شود. اگر به تاریخ ساخت آرامگاه چشمهٔ ایوب نگاه کنیم، این ساختمان دربرگیرندهٔ ۳ بخش است که در ۳ دورهٔ گوناگون ساخته شده است. گورخانه، بخش نخستِ آرامگاه در سدهٔ دوازدهم در دوران ارسلان‌خان فرمانروای دودمان «قراخانیان» ساخته شده است. برپایهٔ فرمان «ارسلان‌خان» روی گور، یک آرامگاه باشکوه و زیبا ساخته شده و بالای چاه با ایوان پوشیده شده است.
بر پایهٔ نوشتهٔ روی دیوار گورخانه، بخش دوم آرامگاه در دوران «امیر تیمور» ساخته شده: «این ساختمان در دوران فرمان‌فرمایی امیر تیمور کورگانی، سلطان فرارود و خراسان ساخته شده است».
بخش سوم آرامگاه در سدهٔ شانزدهم در دوران «شیبانیان» ساخته شده است. روی هر از یک ساختمان‌ها گنبدهای جداگانه جای دارد.
آرامگاه چشمهٔ ایوب در میانهٔ یک گورستان کوچک و باستانی جای دارد و طی سالیان زیان‌های فراوانی دیده است.

## بن‌مایه
- «مقبره «چشمه ایوب» قدیمی ترین بنای بخارا». رویدادهای معماری. دریافت‌شده در ۲ دی ۱۴۰۰.
- ««چشمه ایوب» شاهکار معماری قرون دوازده و شانزده میلادی+تصاویر». فارس‌نیوز. دریافت‌شده در ۲ دی ۱۴۰۰.

1. ↑  "میانهٔ تاریخی شهر بخارا". {{cite web}}: |access-date= requires |url= (help); Check date values in: |access-date= (help); Missing or empty |url= (help)